# Pável Vinográdov
Pável Vladímirovich Vinográdov (del ruso: Павел Владимирович Виноградов) (nacido el 31 de agosto de 1953 en Magadan, URSS) es un cosmonauta y excomandante de la Estación Espacial Internacional. A partir de mayo de 2013, que ha volado al espacio en tres ocasiones y es uno de los 20 cosmonautas en términos de tiempo total en el espacio. Vinogradov también ha llevado a cabo siete caminatas espaciales. en su carrera de cosmonauta.

## Personal
Vinográdov está casado con Irina Valentínovna Vinográdova (nacida Zajárova), tienen un hijo. Sus pasatiempos incluyen los deportes de juego, la historia de la aviación y cosmonáutica y la astronomía.

## Educación
Vinográdov se graduó del Instituto de Aviación de Moscú en 1977.

## Premios
Vinográdov fue galardonado con la  medalla Héroe de la Federación Rusa.

## Experiencia
Desde 1977 hasta 1983 Vinográdov se especializada en desarrollo de software para diseño de sistemas interactivos automáticos de los vehículos recuperables, el desarrollo de la aerodinámica y modelos de diseño de disposición aeroyine, gráficos por ordenador. En 1983 comenzó a trabajar para la Oficina de Diseño del Director de RSC Energia. Trabajó en el vuelo de verificación de procedimiento para la Soyuz-TM y la nave espacial Buran, el desarrollo de los sistemas de formación de la tripulación automatizados. También ha participado en la preparación del lanzamiento de la Soyuz-TM la nave espacial Buran y del cohete Energia.

## Experiencia en vuelos espaciales

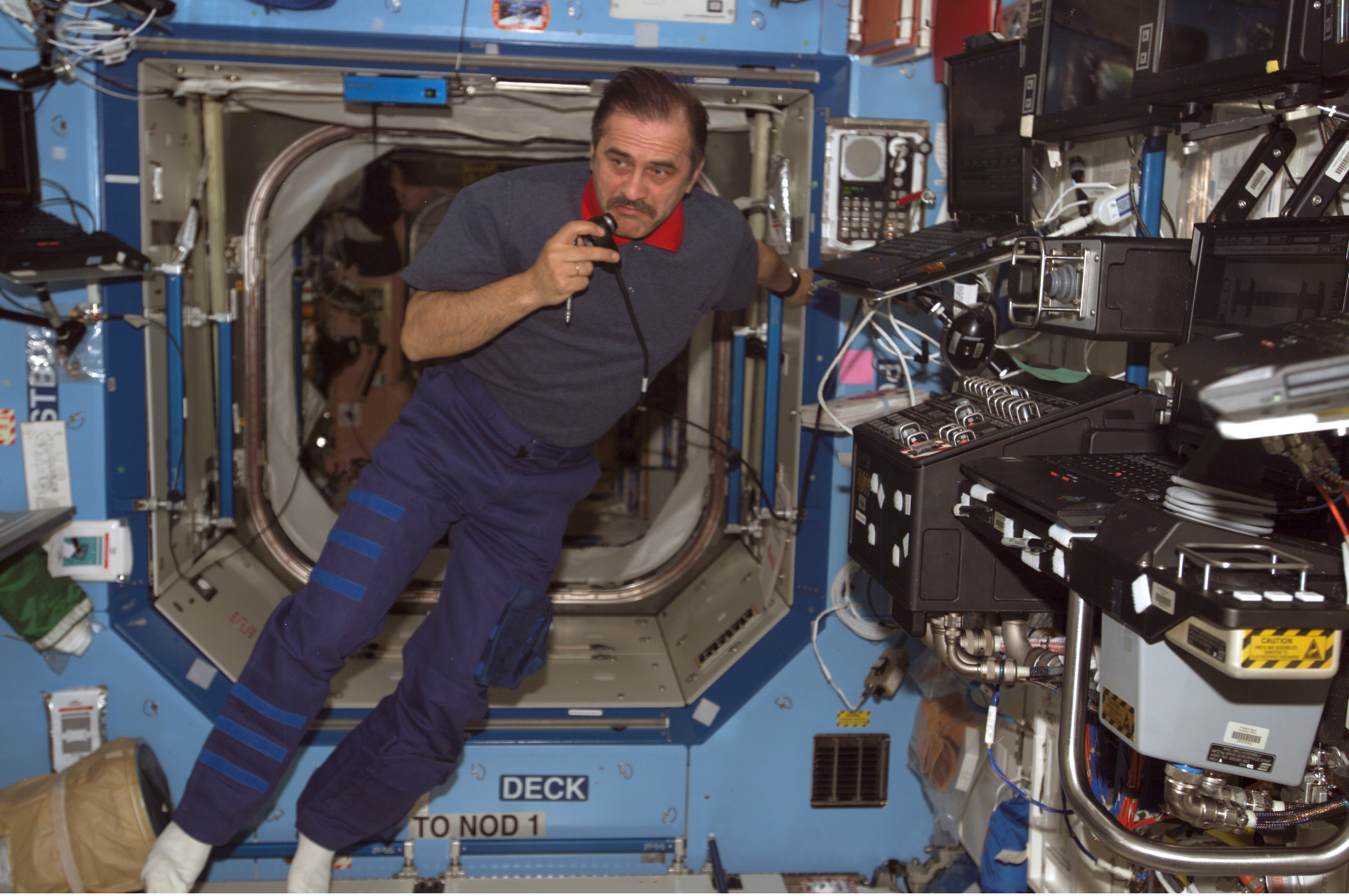
Pável Vinográdov dentro del laboratorio Destiny de la ISS.

Fue seleccionado para el programa cosmonauta el 3 de marzo de 1992, y pasó los siguientes dos años en la formación. De octubre de 1992 a febrero de 1994, completó la formación del espacio genérico en GCTC. Entre mayo de 1994 a febrero de 1995, que terminó el entrenamiento cosmonauta de prueba avanzada. Vinográdov fue ingeniero de vuelo de la tripulación de respaldo para la Soyuz TM-22, lanzado el 3 de septiembre de 1995. Fue asignado al vuelo de la Soyuz TM-24, pero todo el equipo fue puesto a tierra cuando el comandante de vuelo, Guennadi Manakov, tuvo problemas cardíacos experimentados.

### Soyuz TM- 26
Vinográdov voló como ingeniero de vuelo en la Soyuz TM-26 el 5 de agosto de 1997, con el cosmonauta Anatoli Soloviov a la estación espacial Mir. Después de dos días de vuelo autónomo de la nave espacial Soyuz se acopló con la Mir el 7 de agosto. La tripulación reparó el cable de alimentación y conectores del arnés en el módulo seriamente dañado  Spektr y se restauró gran parte de la potencia eléctrica perdida. También repararon y reemplazaron los generadores de oxígeno en la Mir. Vinográdov, Soloviev y el astronauta de la ESA Léopold Eyharts volvieron a la Tierra el 19 de febrero de 1998. La cápsula Soyuz aterrizó a 30 km de Arkalyk a las 09:10 UTC. Durante la misión, Vinogradov pasó 197 días, 17 horas y 34 minutos en el espacio.

### Expedición 13

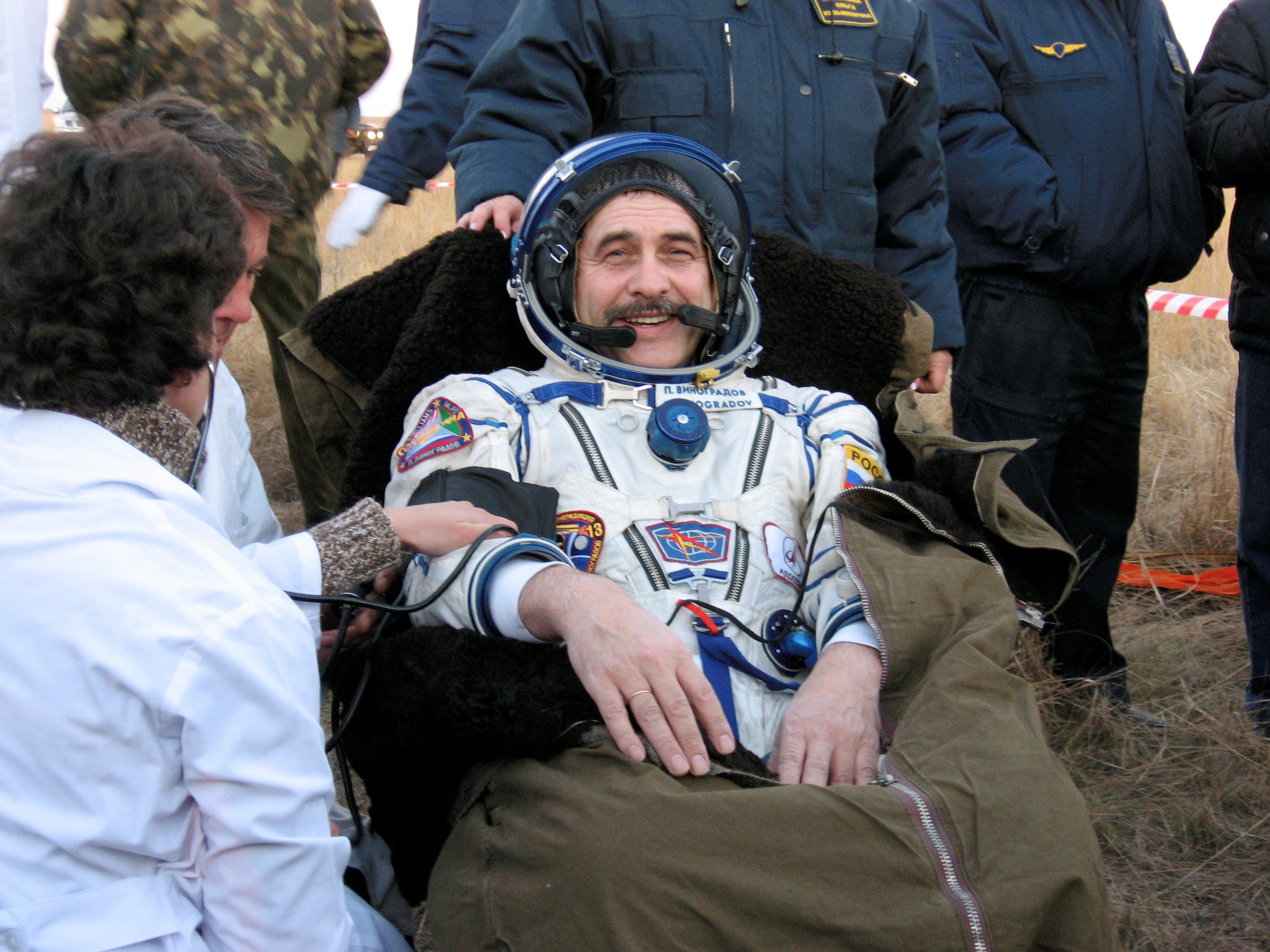
Pável Vinográdov charla con el equipo de recuperación poco después del aterrizaje de la nave espaciale Soyuz TMA-8.

En enero de 2004, Vinográdov comenzó a entrenar como comandante de la tripulación Expedición 13 a la ISS. La misión fue lanzada a bordo de la Soyuz TMA-8 con Vinográdov y el astronauta de la NASA Jeffrey Williams desde el Cosmódromo de Baikonur, en Kazajistán, el 29 de marzo de 2006. Vinogradov sirvió como comandante de la Soyuz. Después de dos días de vuelo en solitario, la Soyuz TMA-8 se acopló a la ISS el 31 de marzo de 2006. Durante su misión, Vinográdov y Williams organizaron dos tripulaciones del transbordador de la NASA durante su estancia a bordo de la ISS. El Transbordador Espacial Discovery visitó la ISS entre el 6 y el 15 de julio de 2006. Los objetivos principales de la STS-121 fueron probar nuevas técnicas de seguridad y reparación introducidas a raíz del Desastre del Columbia, así como para entregar los suministros, equipo al astronauta de Alemania de la ESA en la ISS Thomas Reiter. Transbordador espacial Atlantis llevó la cercha P3/P4 y sus paneles solares a la ISS durante la misión STS-115 del 9 al 21 de septiembre. La cápsula Soyuz que llevó a Vinográdov se desacopló de la Estación Espacial Internacional a las 5:53 p. m. EDT el 28 de septiembre de 2006, y aterrizó en las estepas de Kazajistán cerca de Arkalyk a las 9:13 p. m. EDT. Vinogradov fue acompañado por el astronauta de la NASA Jeffrey Williams y el turista espacial Anousheh Ansari. Vinogradov pasó 182 días, 23 horas y 44 minutos en el espacio a bordo de la nave espacial Soyuz en la ISS.

### Expediciones 35 y 36
Pável voló con las Expediciones 35 y 36 a la ISS, de marzo a septiembre de 2013.
El 12 de mayo de 2013, Pavel asumió el comando de la Estación Espacial Internacional.

### Caminatas espaciales

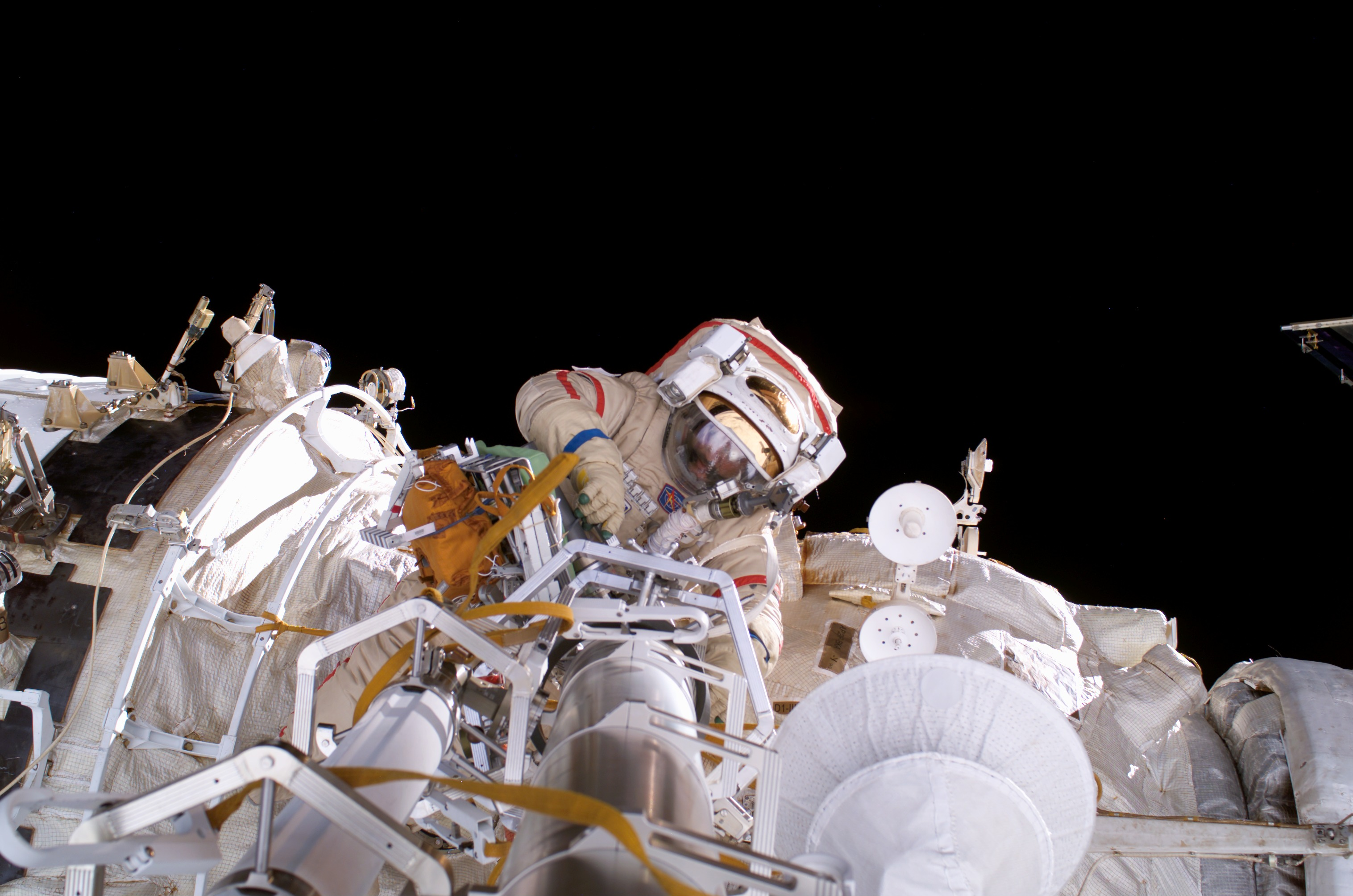
El comandante de la Expedición 13 Vinográdov participa en una caminata espacial.

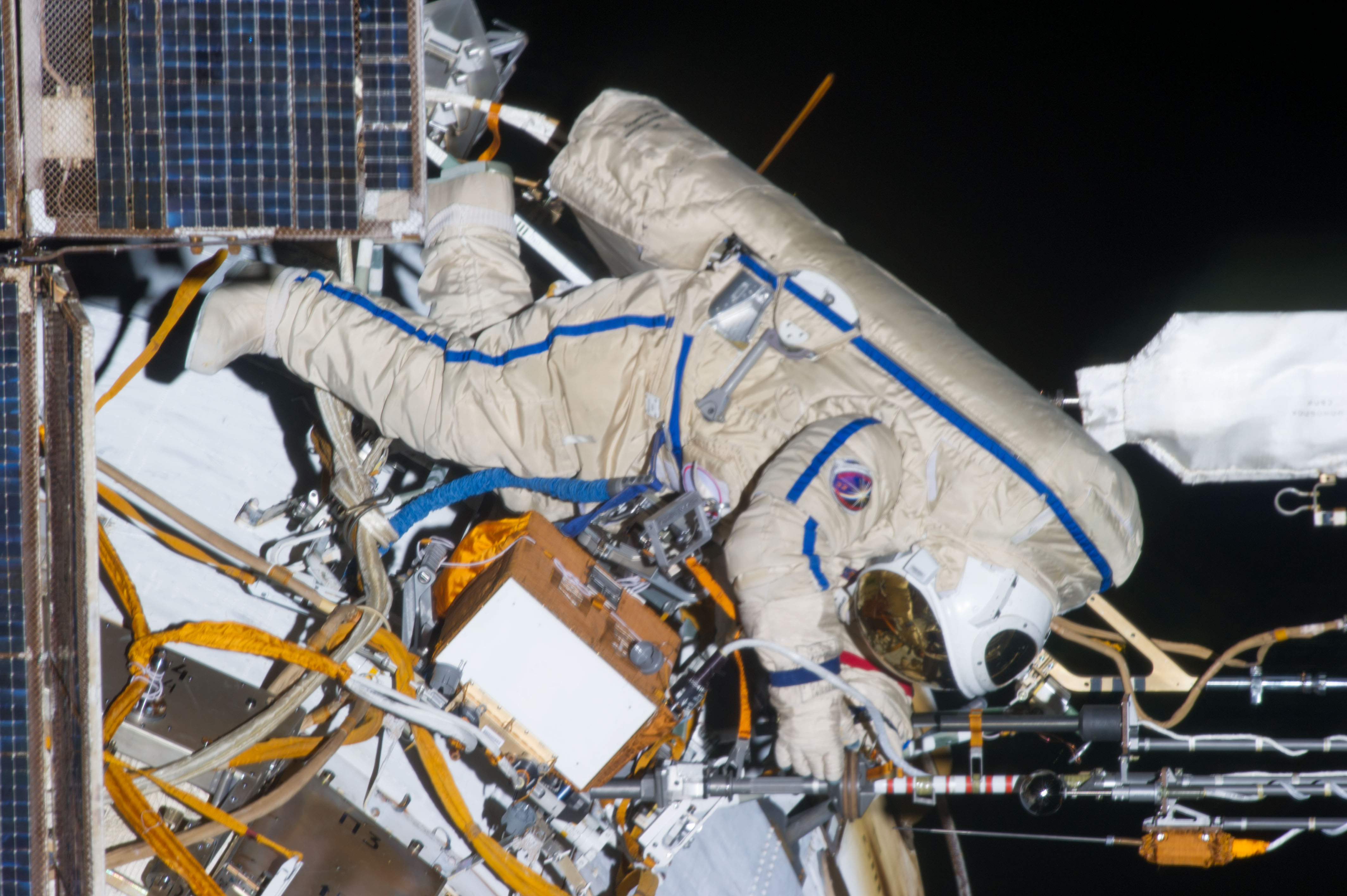
Pável Vinográdov durante la primera caminata espacial de la misión Expedición 35 el 19 de abril de 2013.

Vinográdov ha realizado siete caminatas espaciales durante su carrera de cosmonauta. Cinco de estos paseos espaciales fueron en 1997 y 1998 durante su estancia a bordo de la estación espacial Mir. Su tiempo de EVA a través de siete caminatas espaciales es de 38 horas y 25 minutos.
El 22 de agosto de 1997, Vinográdov completó su primera caminata espacial en su carrera. Él y su compañero cosmonauta Anatoli Soloviov comenzaron su caminata espacial a las 11:14 UTC. Durante la excursión los dos caminantes espaciales, conectaron los cables de alimentación, daño inspeccionado en el módulo  Spektr   y recuperaron equipos. La caminata espacial duró 3 horas y 16 minutos.
El 20 de octubre de 1997, Vinogradov llevó a cabo su segunda caminata espacial de la carrera dentro del módulo  Spektr , con Anatoli Soloviov. El dúo comenzó su caminata espacial a las 09:40 UTC. La caminata espacial terminó a las 16:18 UTC. La duración de la caminata espacial fue de 6 horas y 38 minutos.
El 3 de noviembre de 1997, Vinográdov completó su tercera caminata espacial de la carrera, de nuevo con Anatoli Soloviov. Los dos desmantelaron los paneles solares y desplegaron el Sputnik 40. La caminata espacial comenzó a las 03:32 UTC y terminó a las 09:36 UTC. La excursión duró 6 horas y 4 minutos.
El 6 de noviembre de 1997, Vinográdov completó su cuarta caminata espacial en la carrera, de nuevo con Anatoli Soloviov. Los dos pasaron toda la EVA en la instalación de paneles solares. La caminata espacial comenzó a las 00:12 UTC y terminó a las 06:24 UTC. La excursión duró 6 horas y 12 minutos.
El 8 de enero de 1998, Vinográdov completó su quinta caminata espacial en su carrera, de nuevo con Anatoly Solovyov. El dúo recuperaron equipamiento y repararon fugas de la escotilla EVA. La caminata espacial comenzó a las 23:08 UTC y terminó a las 02:14 UTC. La excursión duró 3 horas y 6 minutos.
El 2 de junio de 2006, Vinográdov realizó su sexta caminata espacial en la carrera. Vinográdov y el astronauta de la NASA Jeffrey Williams pasaron seis horas y 31 minutos al hacer reparaciones y recoger experimentos a lo largo del exterior de la estación espacial. Su excursión duró casi una hora más de lo previsto después de que los astronautas se quedaron atrás en su horario de trabajo. Los dos caminantes espaciales comenzaron su caminata espacial a las 22:48 GMT, al pisar fuera de la esclusa del compartimiento de acoplamiento  Pirs. El dúo caminante espacial terminó dos reparaciones importantes de la ISS. Vinográdov sustituye una boquilla de ventilación obstruidos utilizado para volcar el exceso de hidrógeno por la borda por el generador de oxígeno Elektron de la estación espacial. Vinogradov y Williams también reemplazaron una cámara de video rota que ofrece vistas principales del Sistema de Base Móvil-autovía como la de la estación espacial. Durante la caminata espacial, Vinogradov observó un adaptador de anclaje para los pies, que antes lo había relacionado con la grúa Strela de la estación, en deriva en el espacio. La caminata espacial terminó a las 1:19 a. m. EDT, cuando los dos astronautas volvieron a entrar en la esclusa de aire del compartimiento de acoplamiento  Pirs .
Vinogradov fue programado para golpear una pelota de golf en el espacio durante la caminata espacial como parte de un acuerdo entre la Agencia Espacial Federal Rusa y la empresa de equipos de golf canadiense Element 21 Golf Co. Sin embargo, fue cancelado.
El 19 de abril de 2013, Pável Vinográdov y Román Romanenko realizaron un EVA 6:38 (EVA 32 rusa).